# Metepeira vigilax
Metepeira vigilax là một loài nhện trong họ Araneidae.
Loài này thuộc chi Metepeira. Metepeira vigilax được Eugen von Keyserling miêu tả năm 1893.